# 85 Pułk Piechoty Liniowej (Francja)
85 Pułk Piechoty Liniowej Wielkiej Armii – jeden z francuskich pułków piechoty okresu wojen napoleońskich. Wchodził w skład Wielkiej Armii Cesarstwa Francuskiego.

## Działania zbrojne
- 1795: Loano
- 1796: Mondovi, Borghetto, Lonato, Castiglione, Roveredo i Rivoli
- 1797: Tramin i Gorges
- 1798: Malta, Chebreiss i Les Pyramides
- 1799: El-Arish i Saint-Jean-d'Acre
- 1800: Heliopolis
- 1805: Ulm i Austerlitz
- 1806: Auerstadt, Kostrzyn nad Odrą, Czarnowo i Pułtusk
- 1807: Pruska Iława (Eylau) i Frydland
- 1809: Eckmuhl, Ratyzbona i Wagram
- 1812: Mohylew, Moskwa, Wiaźma, Smoleńsk, Krasne i Wilno
- 1813: Pirna, Kulm i Drezno
- 1814: Laon i Obrona Paryża
- 1815: Waterloo